# Waiting on a Song
Waiting on a Song è il secondo album in studio da solista del cantante statunitense Dan Auerbach, pubblicato nel 2017.

## Tracce
1. Waiting on a Song
2. Malibu Man
3. Livin' in Sin
4. Shine on Me
5. King of a One Horse Town
6. Never in My Wildest Dreams
7. Cherrybomb
8. Stand by My Girl
9. Undertow
10. Show Me